# Jadwiga Kołodziejska
Jadwiga Hildegard Kołodziejska z d. Dworak (ur. 11 września 1928 w rodzinnym majątku Golędzkie, pow. kutnowski, województwo łódzkie, zm. 4 maja 2016 w Warszawie) – polska bibliotekoznawczyni i bibliolożka, prof. dr hab., założycielka i prezeska Polskiego Towarzystwa Czytelniczego.

## Życiorys
Córka Stanisława i Małgorzaty Hildegardy z Nentwigów. Od 1935  do października 1939 mieszkała w Święcianach (woj. wileńskie), gdzie ojciec, kapitan artylerii w cywilu, był starostą. Szkołę podstawową rozpoczęła w Święcianach (1937–1939), kontynuowała w Mokobodach (pow. Siedlce). Maturę zdała w 1948 w Gimnazjum i Liceum im. Henryka Dąbrowskiego w Kutnie. W latach 1949–1954 studiowała polonistykę i bibliotekoznawstwo na Uniwersytecie Warszawskim (UW). W 1954 otrzymała dyplom magistra bibliotekoznawstwa. W 1967 uzyskała stopień doktora nauk humanistycznych na Wydziale Filologicznym UW, przedstawiając dysertację Publiczne biblioteki samorządowe w okresie międzywojennym. W 1974 habilitowała się  na Wydziale Filologicznym Uniwersytetu Wrocławskiego (UWr) na podstawie dorobku naukowego i rozprawy Społeczna funkcja biblioteki publicznej. W 1986 Rada Państwa nadała jej tytuł profesora nadzwyczajnego nauk humanistycznych.
Została pochowana 11 maja 2016 na cmentarzu Stare Powązki w Warszawie, kwatera 130-4-2.

## Praca zawodowa i naukowa
Pracę zawodową rozpoczęła w 1951 w Bibliotece Narodowej (BN), przechodząc kolejne stopnie awansu zawodowego. W 1955 została zatrudniona w Instytucie Książki i Czytelnictwa BN, w którym od 1958 kierowała Zakładem Czytelnictwa, by w 1968 objąć kierownictwo całego Instytutu. Funkcję tę sprawowała przez 32 lata. W 2000 przeszła na emeryturę, pozostając w BN do 2013 na stanowisku doradcy dyrektora BN.
Była założycielem i prezesem Polskiego Towarzystwa Czytelniczego (1992), a także między innymi członkiem honorowym Stowarzyszenia Bibliotekarzy Polskich oraz członkiem Krajowej Rady Bibliotecznej. W SBP pełniła funkcję Sekretarza Generalnego (1966–1969) oraz członka Prezydium Zarządu Głównego SBP (1969–1976), odpowiedzialnego za prowadzenie referatu spraw międzynarodowych. Od 20 września 1967 do 18 stycznia 1968 była uczestnikiem międzynarodowego seminarium dla bibliotekarzy. Aktywnie uczestniczyła w krajowym i międzynarodowym życiu naukowym i społecznym. Reprezentowała BN i SBP na forum międzynarodowym w International Federation of Library Associations and Institutions (IFLA), jako sekretarz, a następnie przewodnicząca Commission on Library Theory and Research IFLA oraz członek IFLA Professional Board. Od 1968 r. brała czynny udział w konferencjach i sesjach IFLA, przedstawiając problemy polskiego bibliotekarstwa, bibliotekoznawstwa, czytelnictwa. W 1992 została stałym członkiem International Reading Association (International Literacy Association) – International Development in Europe Committee. Jako wykładowca w latach 1968–1977 związana była z Instytutem Informacji Naukowej i Studiów Bibliologicznych Wydziału Historycznego Uniwersytetu Warszawskiego oraz w latach 1979–1982 Instytutem Informacji Naukowej i Bibliotekoznawstwa UWr.
Opublikowała ponad 700 artykułów, recenzji, sprawozdań, raportów, w tym 20 książek, poświęconych przede wszystkim badaniom kultury czytelniczej w Polsce oraz społecznej roli książki i bibliotek, zwłaszcza publicznych. Publikowała w kilkudziesięciu czasopismach polskich i zagranicznych. Była redaktorem naczelnym „Bibliotekarza” w latach 1968–1983, współpracownikiem „Notesu Wydawniczego” i „Nowych Książek”.

## Odznaczenia
- Krzyż Oficerski Orderu Odrodzenia Polski (2008),
- Krzyż Kawalerski Orderu Odrodzenia Polski (1987),
- Złoty Krzyż Zasługi (1975),
- Srebrny Krzyż Zasługi (1969).

## Nagrody
- Nagroda im. Heleny Radlińskiej I stopnia (1978).

## Wybrane publikacje (w porządku chronologicznym)
- Wypożyczanie międzybiblioteczne w praktyce bibliotek powszechnych. Warszawa: BN, 1959.
- O roli bibliotek, książki i prasy. Opinie czytelników. Warszawa: BN, 1962,
- Publiczne biblioteki samorządowe w okresie międzywojennym. Warszawa: SBP, 1967.
- Biblioteki amerykańskie. Warszawa: BN, 1971.
- Biblioteki publiczne. Główne kierunki rozwoju. Warszawa: PWN, 1972.
- Biblioteka a świat współczesny. Wrocław: Zakł. Nar. im. Ossolińskich, 1973.
- Społeczna funkcja biblioteki publicznej. Warszawa: BN, 1976.
- Biblioteki w Polsce i za granicą. Warszawa: CUKB, 1978.
- Biblioteki publiczne po reformie administracyjnej kraju. Warszawa: BN, 1980.
- Między teorią a praktyką bibliotekarską. Warszawa: SBP, 1985.
- Kultura. Gospodarka. Biblioteki. Warszawa: BN, 1992.
- Za drzwiami bibliotek. Warszawa: BN, 1996.
- Lokalność i uniwersalność bibliotek. Warszawa: BN, 2000.
- Drukowany świat. Warszawa: Wydawnictwo SBP, 2003.
- Szerokie okno biblioteki. Warszawa: Wydawnictwo SBP, 2006.
- Biblioteki publiczne w strukturze społecznej. Warszawa: Wydawnictwo SBP, 2010.
- Elitarne i popularne wzory czytania. Warszawa: Wydawnictwo SBP, 2013.